# Harut Wardanjan
Harutjun (Harut) Wardanjan (armenisch Հարություն Վարդանյան; englisch Harutyun Vardanyan; * 5. Dezember 1970 in Leninakan, Armenische SSR, Sowjetunion) ist ein ehemaliger armenischer Fußballspieler, er spielte auf der Position eines Abwehrspielers.

## Karriere
Harut Wardanjan begann seine Karriere bei FC Lori Wanadsor. Zur Saison 1989 wechselte Wardanjan zum FC Schirak Gjumri, wo er bis zum Ende der Saison 1997/98 blieb. Zur Saison 1998/99 wechselte Wardanjan erstmals ins Ausland zum SC Fortuna Köln in die 2. Fußball-Bundesliga, hier blieb er während zwei Spielzeiten, wobei ihm der Sprung in die Stammformation nicht gelang. Deshalb wechselte der Armenier zum BSC Young Boys, wo er auf Anhieb zum Stammkader gehörte und zum Abwehrchef der Berner wurde. Nach drei Spielzeiten bei YB wechselte er für eine Saison zu Servette FC, ehe er zum FC Aarau weiterzog. Zur Saison 2006/07 wechselte Wardanjan zum FC Biel-Bienne.

## Straftat
Im April 2007 wurde er an seinem Wohnort in Villnachern wegen „Verwicklung in größere Straftaten“ verhaftet. Bei vier Einbrüchen in Lenzburg, Chur, Muri und Balerna im Tessin war zwischen September 2006 und Juli 2007 in drei Dennerfilialen und in einer Tessiner Handelsfirma Beute im Wert von insgesamt 440.000 Franken gemacht worden. Die Mittäterschaft bzw. sogar die Initiative dazu waren ihm von der Staatsanwaltschaft zur Last gelegt worden. Im April 2008 verurteilte ihn dann das Bezirksgericht Lenzburg wegen „Gehilfenschaft und Beteiligung an zwei Einbrüchen“ zu einer Freiheitsstrafe von zwei Jahren ohne Bewährung.